# Вовчик Андрій Филимонович
Андрій Филимонович Вовчик (*25 червня 1918, Строків, Сквирський повіт — †22 липня 2002, Київ) — український радянський історик, доктор історичних наук, професор.

## Біографія
Закінчив історичний факультет Московського державного університету імені М. В. Ломоносова (1941).
У 1942—43 політичний редактор газети «Большевик Алтая», 1943 лектор Усть-Каменогорського обкому партії.
Учасник Другої світової війни.
У 1946 закінчив аспірантуру Інституту історії АН СРСР. У 1948 захистив кандидатську дисертацію.
У 1944—48 старший викладач, 1945—46 завідувач кафедри марксизму-ленінізму Одеського державного університету імені І. І. Мечникова, 1948—52 завідувач кафедри марксизму-ленінізму Одеської консерваторії.
У 1952—69 доцент, завідувач кафедри історії КПРС, завідувач кафедри наукового комунізму, професор (з 1967) Львівського державного університету імені І. Франка.
У 1957—58 консультант Вищої партійної школи при ЦК Партії трудящих В'єтнаму.
З 1969 працював у Київському інституті інженерів цивільної авіації: з 1969 завідувач кафедри історії КПРС, з 1986 професор кафедри політичної історії ХХ ст. (згодом — кафедри історії України).
У 1969—70 за сумісництвом професор кафедри наукового комунізму Інституту підвищення кваліфікації викладачів суспільних наук при Київському державному університеті ім. Т. Г. Шевченка.

## Наукові інтереси
Сфера наукових інтересів: історія КПРС, історія робітничого руху.
Докторська дисертація «Политика царизма по рабочему вопросу в конце XIX — начале XX ст.» (1965).

## Основні праці
- Курс лекцій з історії КПРС. Ханой, 1957—58 (в'єтнамською мовою).
- Политика царизма по рабочему вопросу в предреволюционный период. (1895—1904). Львов, 1964.
- Комуністи — організатори перемог в'єтнамського народу. Львів, 1966.
- Киевский институт инженеров гражданской авиации (1933—1993): очерк истории. К., 1994 (в соавт.).

## Нагороди
- Орден «Знак Пошани»
- 4 бойові медалі
- Почесна Грамота Верховної Ради УРСР